# Équipe d'Islande de curling
L'équipe d'Islande de curling est la sélection qui représente l'Islande dans les compétitions internationales de curling.
En 2017, l'équipe nationale masculine est classé 46e et avant-dernier.

## Historique
Le curling est pratiqué à Akureyri avec l'organisation annuel de la Ice Cup qui a rassemblé en 2017 18 équipes venant des États-Unis, du Canada et d'Islande.
La fédération est affiliée auprès de la Fédération mondiale de curling en 1991 et participe au championnat d'Europe en 2007 et 2009 puis en division C jusqu'en 2016. 

## Palmarès et résultats

### Palmarès masculin
Titres, trophées et places d'honneur
- Championnats du monde Hommes  : aucune participation
- Championnats d'Europe Hommes  : 2 participation en 2007 et 2009

### Palmarès féminin
Titres, trophées et places d'honneur
- Championnats du monde Femmes  : aucune participation
- Championnats d'Europe Femmes  : aucune participation

### Palmarès mixte
Titres, trophées et places d'honneur
- Championnat du Monde Doubles Mixte : aucune participation